# MS Freedom of the Seas
MS Freedom of the Seas – jeden z największych statków pasażerskich, dłuższy od Titanica o ok. 70 m. Na jego pokładzie znalazły się między innymi ściana do wspinaczki, miejsce do surfowania, kino i pierwsze na świecie "Pływające lodowisko na statku".
Sterowany przez kapitana Rona Holmesa za pomocą małego joysticka statek pasażerski "Freedom of the Seas" powstał w fińskiej stoczni w Turku. 25 kwietnia 2006 roku statek wyruszył w rejs z Hamburga na Karaiby. W sumie może pomieścić 4600 pasażerów i 1360 osób załogi. Za jego zbudowanie armator, amerykańska firma Royal Caribbean Cruises Ltd., zapłacił 855 mln. USD (ok. 2,7 mld zł). Statek ma 339 metrów długości i 56 metrów szerokości, 18 pokładów 1800 kabin i silnik o mocy 100 tys. KM. Rozwijać będzie maksymalną prędkość 40 km/godz. Jest centrum handlowe, lodowisko, sala widowiskowa, pole golfowe. Za wycieczki na ląd płaci się dodatkowo.